# Limea subovata
Limea subovata är en musselart som först beskrevs av John Gwyn Jeffreys 1876.  Limea subovata ingår i släktet Limea och familjen filmusslor. Inga underarter finns listade i Catalogue of Life.